# Серпокрылово
Серпокрылово — село в Жирновском районе Волгоградской области, в составе Бородачёвского сельского поселения.
Основано в 1809 году
Население — 54 (2010)

## Физико-географическая характеристика
Село находится в степной местности, в пределах Доно-Медведицкой гряды Приволжской возвышенности, являющейся частью Восточно-Европейской равнины, при вершине небольшого буерака, впадающего в реку Бурлук. Рельеф местности холмисто-равнинный. Высота центра населённого пункта — около 220 метров над уровнем моря. К югу-востоку от села находится самая высокая точка области — гора Серпокрыловская (358,6 м, 50°34′14″ с. ш. 45°08′41″ в. д.), получившая название от села. В 1,6 км к югу от села расположен лес Кобленок, в 4 км к востоку — лес Лопатин. Почвы — чернозёмы южные и чернозёмы солонцеватые и солончаковые..
По автомобильным дорогам расстояние до областного центра города Волгограда составляет 300 км, до районного центра города Жирновск — 67 км, до административного центра сельского поселения села Бородачи — 11 км.
Часовой пояс
Серпокрылово, как и вся Волгоградская область, находится в часовой зоне МСК (московское время). Смещение применяемого времени относительно UTC составляет +3:00.

## История
Основано как хутор Серпокрылов в 1809 году крестьянами-малороссами из села Красный Яр. Спустя 20-25 после основания здесь также поселились крестьяне-великороссы. Согласно Историко-географическому словарю Саратовской губернии, составленному в 1898—1902 годах, хутор Серпокрылов относился к Верхне-Добринской волости Камышинского уезда Саратовской губернии. Хутор населяли бывшие государственные крестьяне, великороссы и малороссы.
По земской переписи 1886 года земельный надел составлял 1733,7 десятин удобной и 344 неудобной земли. Также во владении сельского общества в общем пользовании со слободой Бородачёвой, хуторами Моисеевым, Недоступовым и Чижовым находилось 195,5 десятин леса.
В 1870 году построена Николаевская церковь. В 1880 году открыта школа грамотности (по другим данным открыта в 1887 году)
С 1928 года — центр Серпокрыловского сельсовета Красноярского района Камышинского округа (округ упразднён в 1930 году) Нижне-Волжского края. В 1934 году Серпокрыловский сельсовет был упразднён, село включено в состав Чижовского сельсовета. С 1935 года в составе Неткачевского района Сталинградского края (с 1936 года — Сталинградской области). После упразднения Неткачевского района вновь передано в состав Красноярского района. В 1963 году в связи с упразднением Красноярского района передано в состав Жирновского района

## Население
Динамика численности населения
| 1860 | 1886 | 1891 | 1894 | 1897 | 1911 | 1987 | 2002 |
| ---- | ---- | ---- | ---- | ---- | ---- | ---- | ---- |
| 514  | 631  | 790  | 631  | 635  | 1079 | ≈70  | 68   |

| 1886 | 2004 | 2010 |
| ---- | ---- | ---- |
| 631  | ↘70  | ↘54  |

### Известные жители
- Запорожский, Иван Николаевич (1916—1949) — Герой Советского Союза (1945).